# The NeverEnding Story (chanson)
Pour les articles homonymes, voir L'Histoire sans fin.
Singles de Limahl
Too Much Trouble
(1984) Tar Beach
(1984)
The NeverEnding Story est une chanson écrite par Keith Forsey, composée par Giorgio Moroder et interprétée par le chanteur britannique Limahl. Sortie en single en septembre 1984, elle est extraite de la bande originale du film de Wolfgang Petersen L'Histoire sans fin. Elle est incluse dans l'album de Limahl Don't Suppose (en) sorti en novembre 1984.
C'est un succès international, se classant en tête des ventes en Norvège et en Suède. Le disque s'est vendu à plus de 4 millions d'exemplaires dans le monde.

## Enregistrement
Bien que la chanteuse américaine Beth Anderson (en) participe à l'enregistrement de façon non négligeable, son nom n'est mentionné qu'au dos de la pochette du single. Elle et Limahl ont enregistré leurs voix séparément, aux États-Unis pour Beth Anderson et au Royaume-Uni pour Limahl, ils n'ont interprété la chanson ensemble qu'en de rares occasions à la télévision,. 

## Version française
Simultanément, une adaptation en français est commercialisée. Intitulée L'Histoire sans fin, avec des paroles écrites par Pierre-André Dousset, elle est toujours interprétée par Limahl mais cette fois en compagnie de Ann Calvert à la place de Beth Anderson.

## Clips
Deux clips ont été tournés pour promouvoir la chanson,. L'un alterne des prises de vues de Limahl et des extraits du film L'Histoire sans fin, l'autre ne présente aucune image du film et montre Limahl en train de chanter avec Mandy Newton (sur l'enregistrement original de Beth Anderson) qui se trouvait aux États-Unis au moment du tournage qui avait lieu au Royaume-Uni.  

## Postérité, reprises et utilisations
En 2019, la chanson est utilisée dans le dernier épisode de la saison 3 de la série télévisée Stranger Things dont l'action se déroule en 1985. On y voit Dustin (Gaten Matarazzo) et sa copine Suzie (Gabriella Pizzolo) chanter The NeverEnding Story.
Cela provoque un net regain d’intérêt pour la chanson originale dans les jours qui suivent la diffusion de l'épisode (le 4 juillet 2019 sur Netflix), notamment aux États-Unis, avec You Tube indiquant un pic de progression de 800 % du visionnage du clip original atteint le samedi 6 juillet tandis que l'écoute de la chanson sur Spotify augmente de 825 % par rapport au weekend précédent.
Dans The Tonight Show Starring Jimmy Fallon, les humoristes Jimmy Fallon et Stephen Colbert offrent une parodie inspirée de la scène jouée dans la série, de son côté l'actrice Millie Bobby Brown, qui tient l'un des rôles principaux de Stranger Things, lance un challenge sur Instagram basé sur la chanson.
Le chanteur Limahl, ravi de l'utilisation de la chanson et enthousiasmé par ce regain d'intérêt, n'avait jusqu'alors vu aucun épisode de Stranger Things.

## Classements hebdomadaires et certifications
| Classement (1984-1985)           | Meilleure position |
| -------------------------------- | ------------------ |
| Afrique du Sud (Springbok Radio) | 2                  |
| Allemagne (GfK Entertainment)    | 2                  |
| Australie (Kent Music Report)    | 6                  |
| Autriche (Ö3 Austria Top 40)     | 2                  |
| Canada (RPM 100 Singles)         | 3                  |
| États-Unis (Billboard Hot 100)   | 17                 |
| France (SNEP)                    | 7                  |
| Irlande (IRMA)                   | 4                  |
| Italie (FIMI)                    | 2                  |
| Norvège (VG-lista)               | 1                  |
| Nouvelle-Zélande (RMNZ)          | 28                 |
| Pays-Bas (Nederlandse Top 40)    | 34                 |
| Pays-Bas (Single Top 100)        | 28                 |
| Royaume-Uni (UK Singles Chart)   | 4                  |
| Suède (Sverigetopplistan)        | 1                  |
| Suisse (Schweizer Hitparade)     | 3                  |

| Pays              | Certification | Unités certifiées |
| ----------------- | ------------- | ----------------- |
| Royaume-Uni (BPI) | Argent        | 250 000           |